# Tirabin al-Sana
Tirabin al-Sana (hebr.: תראבין א-צאנע) – wieś położona w samorządzie regionu Abu Basma, w Dystrykcie Południowym, w Izraelu.
Leży w centralnej części pustyni Negew.

## Historia
Wioskę założono 29 września 2003, jako wynik rządowego planu budowy ośmiu nowych wiosek beduińskich.